# Zygmunt Górka-Grabowski
Zygmunt Górka-Grabowski ps. „Zając” (ur. 5 lutego?/18 lutego 1917 w Piotrogrodzie, zm. 15 stycznia 2002 w Warszawie) – major Wojska Polskiego, uczestnik walk o niepodległość Polski.

## Życiorys
Syn Antoniego i Marii z Jodków. Po ukończeniu szkoły średniej w Zduńskiej Woli wstąpił do Szkoły Podchorążych Piechoty w Ostrowi Mazowieckiej – Komorowie. 
We wrześniu 1939 roku walczył w 43 pułku piechoty Legionu Bajończyków. Od 1940 roku w konspiracji, należał do ZWZ w Warszawie, do Specjalnego Oddziału Dywersyjnego KG AK. Uczestnik akcji dywersyjnych, m.in. wysadzenie mostu pod Łukowem 1 lipca 1943, „Góral” 12 sierpnia 1943 i innych. Ponadto wykładał regulaminy piechoty i taktykę na konspiracyjnych kursach podchorążych saperów. 
9 marca 1944 przerzucony na Wołyń, gdzie 7 kwietnia tego samego roku objął dowództwo I baonu 23 pp w składzie 27 Wołyńskiej Dywizji Piechoty AK, walczył pod Włodzimierzem Wołyńskim i na Polesiu. W maju 1944 roku przedostał się po sforsowaniu Prypeci przez front na stronę radziecką, został przyjęty do obozu przejściowego w Kiwercach, a następnie objął stanowisko zastępcy dowódcy I batalionu do spraw liniowych w 5 pułku piechoty. 1 sierpnia 1944 roku został ciężko ranny podczas forsowania Wisły pod Puławami.
Po wojnie studiował na wydziale mechanicznym Wyższej Szkoły Inżynierskiej w Warszawie, uzyskując dyplom inżyniera mechanika. Jednocześnie pracował zawodowo, w tym na stanowiskach kierowniczych. W 1979 roku przeszedł na emeryturę. 8 maja 1985, jako major w stanie spoczynku, został wyróżniony wpisem do Honorowej Księgi Czynów Żołnierskich. Był prezesem organizacji skupiającej żołnierzy 27 Wołyńskiej Dywizji Piechoty AK w Warszawie.

## Awanse
- podporucznik – 15 września 1939 roku
- porucznik – 1943 (awans w AK)
- kapitan – 1944
- major – ?

## Ordery i odznaczenia
- Order Virtuti Militari V klasy – 1944